# 243-я пехотная дивизия (вермахт)

Дислокация войск Германии перед началом вторжения союзников во Франции (243-я дивизия расположена на западном побережье полуострова Котантен)

243-я пехотная дивизия  (нем. 243. Infanterie-Division) — тактическое соединение сухопутных войск вооружённых сил нацистской Германии. Воевавшее во Франции в ходе Второй мировой войны.

## История
Сформирована 9 июля 1943 года в 17-м военном округе из выживших бойцов 387-й пехотной дивизии. По состоянии на 1 мая 1944 в дивизии было 11529 человек. Она должна была защищать западное побережье полуострова Котантен в ходе американской высадки, хотя по оценке Верховного командования не была готова к боям. В июне 1944 года приняла участие в боях в Нормандии. Большая часть дивизии была уничтожена, а из выживших была сформирована штурмовая боевая группа. Де-факто дивизию распустили 12 сентября 1944.

## Состав
- Штаб
- 920-й пехотный полк (оберст Бернхард Клосткемпер)
- 921-й пехотный полк (оберст-лейтенант Яков Симон)
- 922-й пехотный полк (оберст-лейтенант Франц Мюллер)
- 243-й артиллерийский полк (оберст Эдуард Хельвиг)
- 561-й батальон «Ост»
- 206-й танковый батальон (майор Эрнст Винка). Вооружение: 20 х Hotchkiss H-39, 10 х Somua S-35, 2 х Renault R-35, 6 х Renault Char B1-біс)
- 243-я противотанковая рота
- 243-й сапёрный батальон
- 243-й батальон связки
- 243-й резервный батальон (с января 1944)
- 243-й батальон обеспечения

## Командование

### Командиры
- генерал-майор Герман фон Вицлебен (нем. Hermann von Witzleben, август 1943 — 10 января 1944);
- генерал-лейтенант Хайнц Гельмих (нем. Heinz Hellmich, 10 января — 17 июня 1944, погиб в бою);
- генерал-майор Бернард Клостеркемпер (нем. Bernhard Klosterkemper, 17 июня — 12 сентября 1944).